# Dany Fortin
Dany Fortin, né en 1958 à Montmagny, est un militaire canadien qui a atteint le grade de major général dans l'Armée canadienne. En novembre 2020, pendant la pandémie de Covid-19 au Canada, il est nommé « responsable de la distribution des vaccins contre la COVID-19 » pour le Canada.

## Biographie
Dany Fortin a servi en tant qu'officier dans les forces armées du Canada pendant la guerre d'Afghanistan (2001-2014) et lors de l'insurrection de l'État islamique en Irak,,, intermède durant lequel il est nommé en 2010 au poste de chef de cabinet et de conseiller spécial du chef d’État-major de la Défense du Canada, le général Walter Natynczyk. 
Il est nommé brigadier-général de l'Armée canadienne en 2015.
Il a commandé le quartier général de la 1re Division du Canada et, dans le cadre d'un accord international, a servi comme général commandant délégué du 1er corps d'armée des États-Unis.
En novembre 2020, il est nommé vice-président (dans un rôle militaire) pour la logistique et les opérations de l'Agence de la santé publique du Canada (ASPC), soutenant l'acquisition et la distribution de doses des vaccins approuvés par l'agence contre la Covid-19. 
Le 4 mai 2021, le ministère de la Défense nationale du Canada annonce que Fortin a quitté son poste à l'ASPC en attendant les conclusions d'une enquête militaire.
Selon une source citée par CTV News, l'incident remonte à 1989 (cité ensuite en 1988 selon l'investigation), quand Fortin se serait  « exhibé » devant une femme pendant qu'il complétait ses études au Collège militaire royal de Saint-Jean . Fortin nie les allégations.
Le 14 mai, il est forcé de démissionner. Il conteste toutefois cette décision.
Le 17 mai, la brigadière-générale Krista Brodie (en) le remplace auprès de l'ASPC.
En janvier 2022, à la suite d'un « appel interjeté » par Dany Fortin pour être à nouveau « à la tête de la campagne canadienne de vaccination contre la COVID-19 », un tribunal a déclaré que sa demande était recevable malgré l'abolition du poste. La Cour d'appel fédérale du Canada devait entendre sa cause au printemps 2022,,.
Le major-général Dany Fortin est acquitté le 5 décembre 2022 de l'accusation d’agression sexuelle intentée contre lui,, et poursuit au civil le gouvernement canadien, réclamant 6 millions $ de dommages-intérêts,,.